# Lampeia
Lampeia  este un oraș în Grecia în prefectura Elida.